# Conejo Ricochet y Coyote Droop-a-Long
Conejo Ricochet y Coyote Droop-a-Long (Ricochet Rabbit and Droop-a-Long en inglés) son dos personajes de dibujos animados creados por la factoría de animación de Hanna-Barbera y cuyas aventuras fueron emitidas por primera vez para la televisión Estadounidense el 14 de enero de 1964. Se trata de un conejo y de un coyote antropormoficos. La serie de sus aventuras se emitió durante el programa titulado El Show de Maguila Gorila, conjuntamente a los episodios de Punkin Puss y Mush Mouse.

## Personajes
- El Conejo Ricochet: Es un conejo de color blanco, bastante bajito, viste chaleco negro adornado con unas estrellas de color rojo. En su pecho luce la estrella de Sheriff de color naranja. Sobre su cabeza un sombrero azul, sobre el cual sobresurgen sus hiniestas orejas.Lleva una pistolera y pistola. Es el sheriff de la ciudad de Hoopen Holler. Es muy diestro con la pistola y dispara con una velocidad endiablada.
- El Coyote Droop-a-Long: Deputy Droop-a- Long, en inglés; según se ha supuesto en los países de habla hispana es un coyote de color violeta. Es larguirucho y desgarbado. Luce un gran sombrero que le oculta la parte superior de la cara; por lo que no se le ven los ojos; y del que solo surge su hocico. Lleva un pañuelo blanco anudado al cuello, una estrella naranja en el pecho y pistolera con pistola. Drop-a-Long, en cuanto a velocidad es todo lo contrario a su jefe, es tan lento que cuando dispara, incluso las balas salen a cámara lenta[2] y si intenta desenfundar con la rapidez de su superior, por lo general su pistola saldrá disparada para atravesar el vidrio de algún almacén.

## Doblaje
- Ricochet Rabbit  fue caracterizado por Don Messick en inglés, y por Polo Ortín en el doblaje latino.
- Droop-a-Long recibió la voz de Mel Blanc.[3]

## Episodios
- Habiendo comenzado a emitirse la serie el 16 de enero de 1964, el Conejo Ricochet tan solo compartió diez episodios con Maguila Gorila y con Punkin Puss y Mush Mouse. Tras Estos diez episodios las series de Ricochet Rabbit fue sustituida por la serie que se estaba emitiendo conjuntamente a Pepe Pótamo y a Viva, Bravo y Hurra, los Mosqueteros del Rey;  Casi Oso y Achú.[4]
- Habiéndose trasladado, Casioso y Achú desde las series que acompañaba, dejó un espacio que rellenó el Conejo Ricochet  con 13 nuevos episodios.
- Lista de los episodios de la serie Conejo Ricochet, con su título original en inglés y traducido al español.[5]

1. Atchison, Topeka, & Sam Jose (=)
2. Un buen mal pequeño chico (Good Little Bad Guy)
3. La cuna de Robo (Craddle Robber)
4. La Peste de Oeste (West Pest)
5. El Espectáculo De Televisión (TV Show)
6. Annie Hoaxley(=)
7. Escuela Aturdida (School Daze)
8. El Lobo Ovejita (Sheepy Wolf)
9. El Gran tintero (Big Thinker)
10. Comisario Gemelo (Two Too Man)
11. Los Chicos Malos Son Buenos Chicos (Bad Guys Are Good Guys)
12. Dedo Nervioso y su honda(Itchy-Finger Gun Slinger)
13. Clunko Bunko (=)
14. Pistola Veloz (Slick Quick Gun)
15. Principalmente fantasmal (Mostly Ghostly)
16. Will´o el Látigo (Will 'O The Whip)
17. Cactus astroso (Cactus Ruckus)
18. Romance Veloz (Rapid Romance)
19. El Loco, Loco, Loco, Loco, Diablo (=)
20. La Gran Ciudad desaparece (Big Town Show Down)
21. El Sheriff Espacial (Space Sheriff)
22. La Caperucita Ricochet (Red Riding Ricochet)
23. Intrusión en la Cárcel (Jail Break-In)

## Otras apariciones
- Conejo Ricochet y Coyote Droop-a-Long aparecieron en el  Arca Loca de Yogi   (1972).
- Conejo Ricochet y Coyote Droop-a-Long pueden verse en el opening de  Clan del Oso Yogui  (1973).
- Conejo Ricochet hizo algunas apariciones en  Yogui y la búsqueda del tesoro (1985).
- Conejo Ricochet hizo un cameo como foto en la pared en el episodio de Inspector Ardilla Agent Penny en Dos perros tontos (1993).
- Conejo Ricochet y Coyote Droop-a-Long hacen un cameo en el episodio X Gets the Crest en Harvey Birdman, el Abogado (2000).